# ادوارد آرنولد (هنرپیشه)
ادوارد آرنلد (انگلیسی: Edward Arnold؛ ‏ ۱۸ فوریهٔ ۱۸۹۰ – ۲۶ آوریل ۱۹۵۶) بازیگر اهل ایالات متحده آمریکا بود.

## فیلم‌شناسی
از فیلم‌ها یا برنامه‌های تلویزیونی که وی در آن نقش داشته است، می‌توان به  طلای ساتر، دیشب را به‌خاطر داری؟، شکوفه‌هایی در برادوی، شهره شهر نیویورک، مردگان پیراهن راه راه نمی‌پوشند، نمی‌توانی این را با خودت ببری، خانم پارکینگتون، آقای اسمیت به واشنگتن می‌رود اشاره کرد.